# Meleti
Meleti är en stad och kommun i provinsen Lodi i regionen Lombardiet i norra Italien, Kommunen hade 452 invånare (2018) och Maccastrona gränsar till kommunerna Caselle Landi, Castelnuovo Bocca d'Adda, Cornovecchio, Crotta d'Adda, Maccastorna.